# سيراس هارفي جونيور
سيراس هارفي جونيور (بالإنجليزية: Cyrus Harvey, Jr.)‏ هو شخصية أعمال أمريكي، ولد في 14 أكتوبر 1925 في كامبريدج في الولايات المتحدة، وتوفي في 14 أبريل 2011 في Dayville Historic District ‏ في الولايات المتحدة بسبب سكتة.

## وصلات خارجية
- سيراس هارفي جونيور على موقع IMDb (الإنجليزية)